# Miss Japon
Il existe plusieurs concours de beauté, parfois confondus, portant le nom de Miss Japon. Le principal, appelé Miss Nippon (ミス日本コンテスト, Misu nippon kontesuto), est organisé par Sports Nippon annuellement depuis 1968. En outre, Miss Univers organise sa propre sélection depuis 1998, tout comme Miss Monde à partir de 2013. Le concours philippin Miss Terre sélectionne sa propre Miss Japon via IBG Japan.

## Miss Nippon

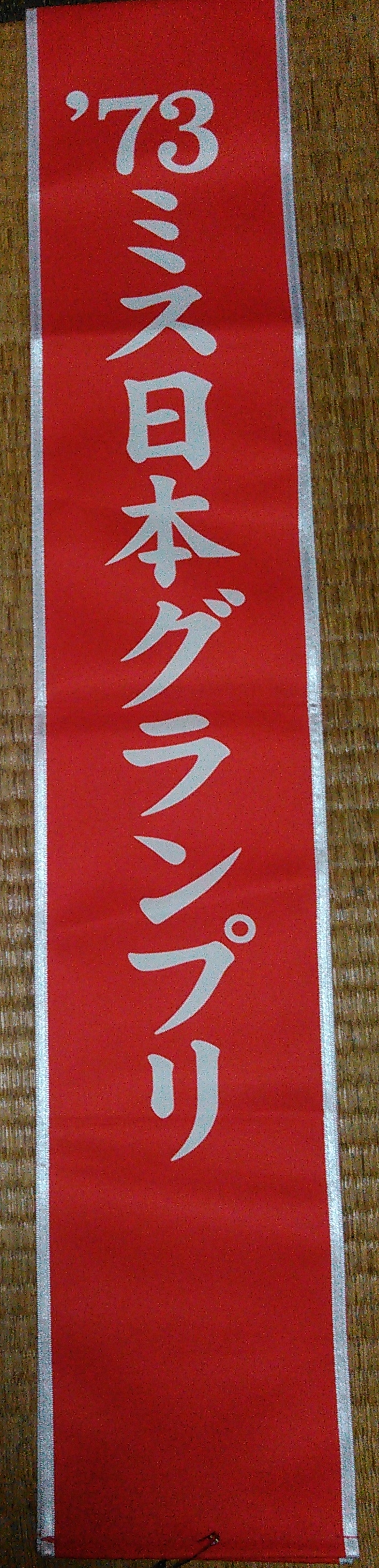
Réplique de l'écharpe de Miss Japon 1973.

Organisé par Sports Nippon.
| Année | Nom                          | Préfecture       |
| ----- | ---------------------------- | ---------------- |
| 1950  | Fujiko Yamamoto              | Izumi            |
| 1968  | Noriko Suzuki                |                  |
| 1969  | Noriko Suzuki                |                  |
| 1970  | Sachiko Takeuchi             |                  |
| 1971  | Yumiko Yoshimura             |                  |
| 1972  | Chimomo Sakamoto             |                  |
| 1973  | Mitsumi Hasegawa             |                  |
| 1974  | Sawako Takubo                |                  |
| 1976  | Takami Asai                  |                  |
| 1977  | Keiko Tezuka                 |                  |
| 1978  | Yasue Enomoto                |                  |
| 1979  | Chikako Murata               |                  |
| 1980  | Junko Kuwabara               |                  |
| 1981  | Junko Kuwabara               |                  |
| 1982  | Fusako Minegishi             |                  |
| 1983  | Yumi Yamaguchi               |                  |
| 1984  | Akiko Tsuneoka               |                  |
| 1985  | Satomi Nemoto                |                  |
| 1986  | Asami Nakamura               |                  |
| 1987  | Keiko Ibi                    |                  |
| 1988  | Mika Tamai                   | Saijō            |
| 1989  | Norie Sawamoto               |                  |
| 1990  | Tomomi Soma                  |                  |
| 1991  | Emi Okamoto                  |                  |
| 1992  | Norika Fujiwara              | Nishinomiya      |
| 1993  | Yoko Koiwai                  |                  |
| 1994  | Naoko Matsuda                |                  |
| 1995  | Chihiro Nagai                |                  |
| 1996  | Miho Chikazawa               |                  |
| 1997  | Keiko Tamura                 |                  |
| 1998  | Yoshiko Wada                 |                  |
| 1999  | Yuri Komatsuda               |                  |
| 2000  | Saori Amakawa                | Kanagawa         |
| 2001  | Ruriko Yate                  |                  |
| 2002  | Kumi Sano                    | Fuji             |
| 2003  | Reiko Aisawa                 | Isesaki          |
| 2004  | Yuriko Saga                  | Kanazawa         |
| 2005  | Risa Kume                    | Kakegawa         |
| 2006  | Rie Kokubo                   | Atsugi, Kanagawa |
| 2007  | Mika Hagi                    | Ishikawa         |
| 2008  | Eri Suzuki                   | Tokyo            |
| 2009  | Marino Miyata                | Tokyo            |
| 2010  | Mina Hayashi                 | Tokyo            |
| 2011  | Marie Yanaka                 | Tokyo            |
| 2012  | Kiko Arai                    | Osaka            |
| 2013  | Erika Suzuki 鈴木恵梨佳      |                  |
| 2014  | 沼田萌花 Moeka Numata        |                  |
| 2015  | Chisato Haga 芳賀千里        |                  |
| 2016  | Mika Matsuno 松野未佳        |                  |
| 2017  | Takada Shiho                 | Osaka            |
| 2018  | Rei Ichihashi                |                  |
| 2019  | Aiko Watarai                 |                  |
| 2020  | Yasushi Oda                  |                  |
| 2021  | Asami Matsui                 |                  |
| 2022  | Mizuka Kouno                 |                  |
| 2023  | Ema Yoshioka                 |                  |
| 2024  | Karolina Shiino, puis vacant |                  |

## Franchises internationales
En 2015 et 2016, les organisateurs des concours franchisés Miss Universe (États-Unis) et Miss World (Royaume-Uni), ont sélectionné les métisses (hāfu) Ariana Miyamoto (dont le père est Afro-américain) et Priyanka Yoshikawa (père indien), ce qui a valu un écho important dans les médias étrangers. Cependant, il ne s'agit pas du concours principal, Miss Nippon.

### Miss World Japan
La franchise Miss World a institué un concours de beauté annuel au Japon à partir de 2013.
| Année | Nom                | Préfecture |
| ----- | ------------------ | ---------- |
| 2013  | Michiko Tanaka     | Shizuoka   |
| 2014  | Hikaru Kawai       | Sendai     |
| 2015  | Chika Nakagawa     | Niigata    |
| 2016  | Priyanka Yoshikawa | Tokyo      |
| 2017  | Haruka Yamashita   | Tokyo      |
| 2018  | Kanako Date        | Tokyo      |
| 2019  | Marika Sera        | Kanagawa   |
| 2021  | Tamaki Hoshi       | Tokyo      |
| 2023  | Kana Yamaguchi     | Toyama     |
| 2025  | Kiana Tomita       | Tokyo      |

### Miss Universe Japan
La Française Inès Ligron est chargée de l'organisation du concours pour la marque américaine Miss Univers depuis 1998.
| Année | Nom                  | Ville      | Classement                    |
| ----- | -------------------- | ---------- | ----------------------------- |
| 1998  | Nana Okumura         | Tokyo      |                               |
| 1999  | Satomi Ogawa         | Saitama    |                               |
| 2000  | Mayu Endo            | Tokyo      | Top 15                        |
| 2001  | Misao Arauchi        | Tokyo      |                               |
| 2002  | Mina Chiba           | Tokyo      |                               |
| 2003  | Miyako Miyazaki      | Kumamoto   | Quatrième dauphine            |
| 2004  | Eri Machimoto        | Hiroshima  |                               |
| 2005  | Yukari Kuzuya        | Ichinomiya |                               |
| 2006  | Kurara Chibana       | Okinawa    | Première dauphine             |
| 2007  | Riyo Mori            | Shizuoka   | Gagnante Miss Univers 2007    |
| 2007  | Akiko Chubachi       | Tokyo      | (s'est désistée)              |
| 2008  | Hiroko Mima          | Tokushima  | Top 15                        |
| 2009  | Emiri Miyasaka       | Tokyo      |                               |
| 2010  | Maiko Itai           | Oita       |                               |
| 2011  | Maria Kamiyama       | Osaka      |                               |
| 2012  | Ayako Hara           | Sendai     |                               |
| 2013  | Yukimi Matsuo        | Mie        |                               |
| 2014  | Keiko Tsuji          | Nagasaki   |                               |
| 2015  | Ariana Miyamoto      | Nagasaki   | Top 10                        |
| 2016  | Sari Nakazawa        | Shiga      |                               |
| 2017  | Momoko Abe           | Chiba      | Meilleur costume traditionnel |
| 2018  | Yuumi Kato           | Mie        |                               |
| 2019  | Ako Kamo             | Hyōgo      |                               |
| 2020  | Aisha Harumi Tochigi | Chiba      |                               |
| 2021  | Juri Watanabe        | Tokyo      | Top 16                        |
| 2022  | Marybelen Sakamoto   | Chiba      |                               |
| 2023  | Rio Miyazaki         | Shizuoka   |                               |
| 2024  | Kaya Chakrabortty    | Kobe       | Top 30                        |
| 2025  | Kaori Hashimoto      | Tochigi    |                               |

### Miss Terre
Depuis 2001, une sélection est organisée pour choisir la représentante japonaise à Miss Terre, concours d'origine philippine. IBG Japan organise le concours et Osamu Sakata en fut le directeur. Les candidates japonaises n'ont jamais été classées.
| Année | Nom             | Ville    | Classement                          |
| ----- | --------------- | -------- | ----------------------------------- |
| 2001  | Misuzu Hirayama | Tokyo    | Miss Friendship                     |
| 2003  | Asami Saito     | Tokyo    |                                     |
| 2005  | Emi Suzuki      | Tokyo    |                                     |
| 2006  | Noriko Ohno     | Tokyo    |                                     |
| 2007  | Ryoko Tominaga  | Tokyo    |                                     |
| 2008  | Akemi Fukumura  | Tokyo    |                                     |
| 2009  | Tomomi Takada   | Tokyo    |                                     |
| 2010  | Marina Kishira  | Chiba    | Top 7 et meilleur costume national  |
| 2011  | Tomoko Maeda    | Tokyo    | Top 16 et meilleur costume national |
| 2012  | Megumi Noda     | Shiga    | Top 16                              |
| 2013  | Yu Horikawa     | Tokyo    |                                     |
| 2014  | Reina Nagata    | Saitama  |                                     |
| 2015  | Ayano Yamada    | Gunma    |                                     |
| 2016  | Ami Hachiya     | Tokyo    |                                     |
| 2017  | Yasuyo Saito    | Fukuoka  |                                     |
| 2018  | Mio Tanaka      | Komatsu  | Top 18                              |
| 2019  | Yuka Itoku      | Ōita     | Top 20                              |
| 2020  | Anna Tode       | Saitama  | Top 20                              |
| 2021  | Konatsu Yoshida | Hokkaido |                                     |
| 2022  | Manae Matsumoto | Saitama  |                                     |
| 2023  | Kirari Oshiro   | Okinawa  |                                     |